# 亮黃紅菇
亮黃紅菇（學名：Russula claroflava），俗稱黃沼澤紅菇（yellow swamp russula）或黃沼澤脆褶（yellow swamp brittlegill），是一種紅菇屬真菌，廣泛分佈於歐洲和北美的桦樹和杨樹下。這種真菌有着一個黃色的菌蓋，白色的菌褶和菌柄，而當碰傷時菌肉會變成灰色。這種真菌擁有淡淡的味道，並且被視為一種美食。

## 分類
亮黃紅菇最早是由威廉·拜沃特·格羅夫（William Bywater Grove）於1888年描述的。其學名源自拉丁文詞彙「clarus」和「flava」，「clarus」意思是 「明亮」或「清楚」，而「flava」意思則是「淺黃色」。結合起來就是「明亮的淺黃色」，即「亮黃」。

## 描述
亮黃紅菇體形中等，其菌蓋呈蛋黃色，直徑為4–10厘米（1.5–4英寸）。其菌蓋亦略帶粘性，且這種真菌經常在樹下生長，因此樹葉等雜物不時會粘在其菌蓋上。在成熟的亮黃紅菇標本中，菌蓋中央都會凹陷，而剩餘部份則會皺起，並且呈半脫皮狀。其菌柄呈白色，高度為4–10厘米（1.5–4英寸），厚1–2厘米，並且相當堅固。其菌褶呈蒼白赭色。這種真菌的所有部份經碰傷或老化後都會變成深灰色。這種真菌的氣味為果香。孢子印呈淺赭色，而橢圓形疣狀孢子的大小則約為9.5 x 8微米。可供食用的，但氣味刺鼻的黄白红菇則類似這種真菌，但有著一個較為暗淡的黃色菌蓋。

## 分佈及生境
亮黃紅菇主要於夏季和秋季在歐洲和北美出現，並且經常在桦樹和杨樹下生長。這種真菌的適居生境為潮濕或附近有池塘及湖泊的地方，且荒地和沼澤也是這種真菌的適居地。有時候，這種真菌的也會在乾燥的地方出現。

## 可食性
亮黃紅菇並沒有毒，因此可供食用。除此以外，來自歐洲及北美的這種真菌均有著淡淡的味道，適合成為食物，並且有時候會被視為一種美食。